# تاگامی، نیگاتا
تاگامی، نیگاتا (به لاتین: Tagami, Niigata) یک منطقهٔ مسکونی در ژاپن است که در استان نیگاتا واقع شده‌است. تاگامی ۳۱٫۷۱ کیلومترمربع مساحت و ۱۲٬۰۴۱ نفر جمعیت دارد.